# Alligny-Cosne
Alligny-Cosne är en kommun i departementet Nièvre i regionen Bourgogne-Franche-Comté i de centrala delarna av Frankrike. Kommunen ligger i kantonen Cosne-Cours-sur-Loire-Sud som tillhör arrondissementet Cosne-Cours-sur-Loire. År 2022 hade Alligny-Cosne 922 invånare.

## Befolkningsutveckling
Antalet invånare i kommunen Alligny-Cosne
| Referens: INSEE |